# Zum Kripplein Jesu (Sülzdorf)

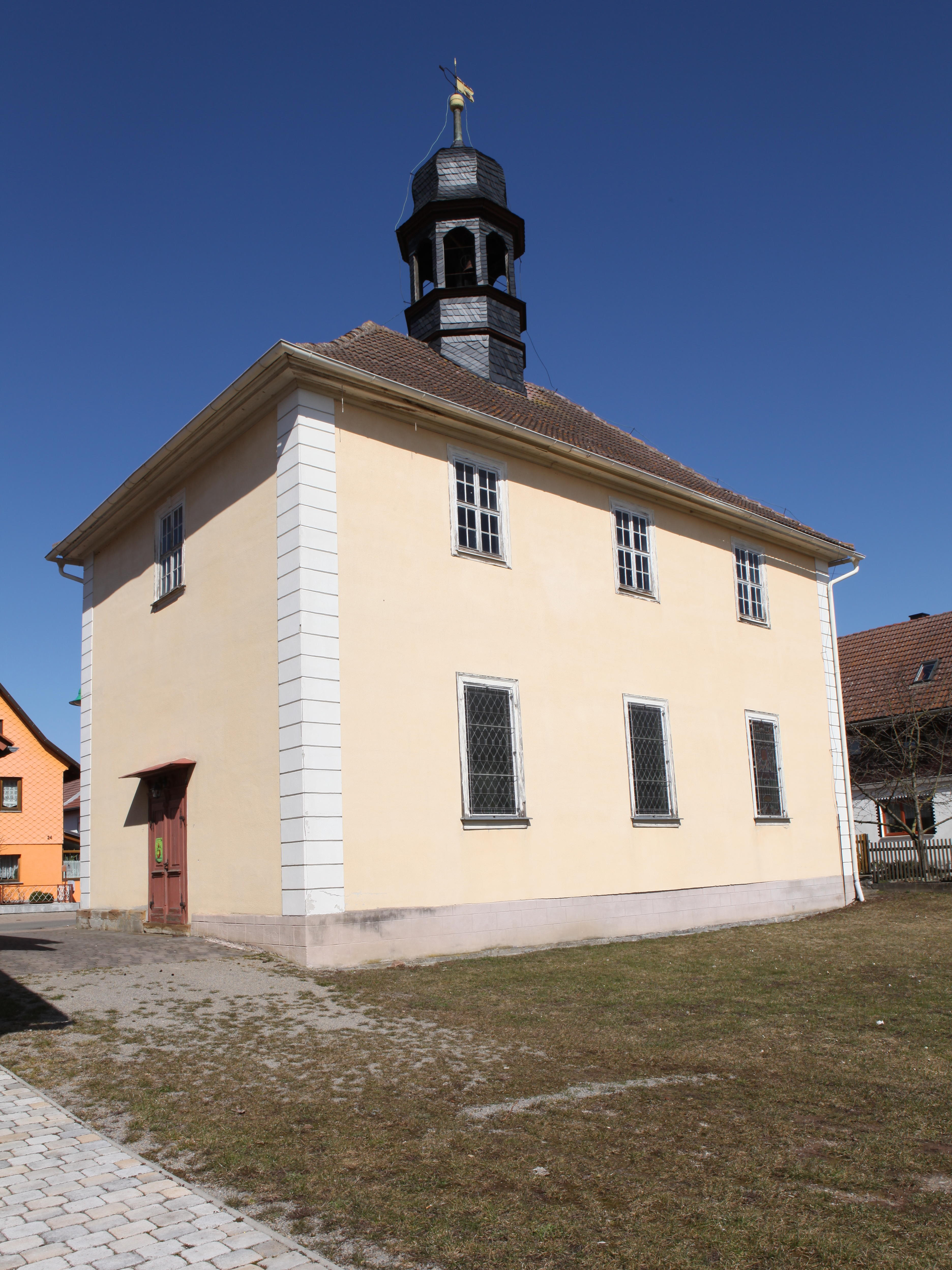
Evangelische Kirche Sülzdorf

Die denkmalgeschützte evangelisch-lutherische Dorfkirche Zum Kripplein Jesu steht mitten im Ortsteil Sülzdorf der Kleinstadt Römhild im Landkreis Hildburghausen in Thüringen.

## Geschichte
Die 1811 erbaute Kirche ist ein verputzter Fachwerkbau mit gelber Fassade und weißen stilisierten Ecksteinen. Sie wird von einem Dachreiter gekrönt, in den 2005 die Turmuhr eingebaut wurde.
Im Osten des Raumes steht der Altar mit darüber befindlicher Kanzel. Auf der umlaufenden Empore befindet sich eine im Jahr 1912 von Ernst Seifert erbaute Orgel. Das Instrument stiftete der gebürtige Sülzdorfer Orgelbaumeister, der sich 1885 in Köln selbstständig machte, seiner Heimatkirche zum 100-jährigen Bestehen. Das seit den 80er Jahren nicht mehr spielbare Instrument wurde 2022 durch die Erbauerfirma, seit 1906 in Kevelaer ansässig, restauriert. Das Instrument ist eine der wenigen romantischen Orgeln Thüringens. Die Stuckdecke ist einfach gestaltet, auch die Wände, Säulen der Emporen und das Gestühl. Selbst Altar, Lesepult und Taufgestell vermitteln den einheitlichen Stil des Klassizismus.
Nach der 2005 erfolgten Innenrenovierung leuchten die Farbtöne gelb, blaubraun und rot. Bibelsprüche zieren die Wände. Auf den Fenstern im Altarraum sind Moses mit den Gesetzen und Jesus mit dem Kelch dargestellt.